# Opisthoncus sexmaculatus
Opisthoncus sexmaculatus là một loài nhện trong họ Salticidae.
Loài này thuộc chi Opisthoncus. Opisthoncus sexmaculatus được Carl Ludwig Koch miêu tả năm 1846.